# میکاییل جبارف
میکاییل جبارف (ترکی آذربایجانی: Mikayıl Cabbarov Çingiz oğlu) سیاستمدار اهل جمهوری آذربایجان می‌باشد که، همزمان مسئولیت وزارت اقتصاد جمهوری آذربایجان را به عهده دارد. وی پیشتر مسئولیت وزارت مالیات این کشور را عهده‌دار بود. همزمان ریاست «فدراسیون شمشیربازی آذربایجان» نیز بر عهده وی است.

## زندگی‌نامه
میکاییل جبارف در ۱۹ سپتامبر سال ۱۹۷۶ در باکو زاده شد. وی دانش‌آموخته کارشناسی حقوق یین الملل از دانشگاه دولتی باکو بین سال‌های ۱۹۹۲–۹۷ و نیز کارشناسی ارشد از «مدرسه عالی حقوق مارجرج» دانشگاه پاسفیک واقع در شهر ساکرامنتوی ایالت کالیفرنیا در ایالات متحده آمریکا است. در سال ۲۰۰۴، از رشته علم اقتصاد دانشگاه اقتصاد جمهوری آذربایجان فارغ‌التحصیل گردید.

## کارنامه
وی در سال ۱۹۹۵ فعالیت شغلی خود را در یکی از بانک‌های جمهوری آذربایجان شروع کرد. در میلان سال‌های ۱۹۹۹–۲۰۰۲ به عنوان حقوقدان در بخش خصوصی مشغول به کار بود. در سال ۱۹۹۹، به عضویت در کانون وکلا در ایالت نیو یورک در آمریکا درآمد. در سال ۲۰۰۲، به عنوان معاون وزیر اقتصاد جمهوری آذربایجان منصوب و تا سال ۲۰۰۳ این سمت را عهده‌دار شد. پس از این نیز در سال‌های مختلف به صورت پی‌درپی چند منصب عالی را بر عهده گرفت.
بر اساس دستور ۶ مارس سال ۲۰۰۹ الهام علی‌اف، رئیس‌جمهوری آذربایجان به ریاست «سازمان منطقه حفاظت شده شهر قدیمی» رسید.
بنابر دستور رئیس‌جمهوری آذربایجان مورخ ۱۹ آوریل سال ۲۰۱۳، به عنوان وزیر آموزش و پروریش این کشور منصوب گردید.
به دستور ۵ دسامبر سال ۲۰۱۷ رئیس‌جمهوری آذربایجان، به سکانداری وزارت مالیت این کشور رسید.
بر پایه فرمان رئیس‌جمهوری آذربایجان به تاریخ ۲۳ اکتبر ۲۰۱۹، میکاییل جبارف از سمت وزارت مالیات برکنار و به عنوان وزیر اقتصاد جمهوری آذربایجان منصوب گردید.